# Dansk Center for Byhistorie
Dansk Center for Byhistorie er et forsknings- og formidlingscenter med danske byer som genstandsområde, grundlagt i 2001 af Institut for Historie og Områdestudier ved Aarhus Universitet og Den Gamle By, Danmarks Købstadmuseum.
Centret formidler primært dansk byhistorie og forskning på internettet,. "Den Digital Byport" er herunder et af centrets hovedprojekter, som er en digital database, der præsenterer de danske byers historie med hovedvægt på perioden 1600-1900.

## Aktiviteter

### Forskning
Dansk Center for Byhistories forskningsaktiviteter gennemføres af centrets leder, ph.d.-stipendiater med tilknytning til centret, af ansatte forskere og gennem kandidatspecialer skrevet af studerende med tilknytning til centret. Forskningen har over tid både været gennemført som komparative byhistoriske studier og som studier med fokus på specifikke emner i enkelte byers historier. De komparative studier har bl.a. drejet sig om borgervæbninger, befæstede byer under renæssancen, købstæder som del af et økonomisk landskab 1500-1850, byernes madforsyning, parcelhuse 1900-60, postindustrielle byer og sanerings- og byfornyelsespolitik i danske byer 1939-83. Studier med fokus på enkelte byer har bl.a. omhandlet byplanlægning i det 20. århundrede i bl.a. Aarhus og Viborg, Kvarterhistorie i 1800-1900-tallet i bl.a. Aarhus og Vejle, fysisk kulturarv bl.a. om industribygninger og godsbanegården i Aarhus. Dertil kan lægges bogværket Ribe Bys Historie 1-3, som centret i 2010 var medudgiver af. 

### Igangværende forskning

#### Den pandemiske by
Dette projekt følger genopbygningsprocessen  af det danske bysamfund under corona-krisen løbende fra nedlukning til åbning, for at forstå hvordan byen formes af de forståelser og handlinger der udfolder sig under selve krisen.

#### Entangled fluid cities: material politics of urban water, Copenhagen 1860-1975
Projektet vil vise, hvordan der gennem det 20. århundrede er blevet opbygget en kultur  omkring indlagt vand i hjemmet. 

#### Lyden af hovedstaden
Forskningsprojektet "Lyden af hovedstaden” kombinerer studiet af fortidens lyduniverser med studiet af københavnske sprogfællesskaber og dialekter. Projektets gennemgående problemstilling er sprogets og lydens rolle i skabelsen af byens rum og fællesskaber fra middelalderen til i dag.

#### Købstaden og den unge by
Projektet fokuserer på udviklingen i og relationerne mellem de meget forskellige vestjyske byer, Ringkøbing og Skjern i perioden 1880-1930. 

#### Middelalderens vejforløb i Danmark
Projektet indebærer udforskning og digital kortlægning af vejforløb mellem købstæder i det danske rige i perioden ca. 1100-1650.

#### Gæsterne som aldrig tog hjem...
Projektet er en emotionsgeografisk undersøgelse af de første tyrkiske, pakistanske og jugoslaviske gæstearbejderes hverdagsliv i danske byrum mellem 1963-1983. 

### Formidling
En stor del af Dansk Center for Byhistories forskning er videreformidlet til både et alment interesseret publikum og til fagfolk gennem bogudgivelser i skriftrækkerne Danske Bystudier og Skrifter om dansk byhistorie. Derudover er en del formidling foregået gennem præsentationer og databaser online i Den Digitale Byport. Markant er en database med historie og statistiske oplysninger fra alle danske købstæder, en byhistorisk bibliografi med oversigt over 5.000 byhistoriske publikationer, en database over kilder til middelalderbyernes historie og en længere artikel om dansk byhistorie gennem 1300 år.

### Publikationer
Centret har flere forskningsskriftrækker, Danske Bystudier ,Skrifter om dansk byhistorie samt en digital udgivelsesrække med bøger, artikler om dansk byhistorie fra middelalderen til i dag. Se oversigten herunder.  
| Titel                                                          | Udgivelsesår | Forfatter(e)                                                 |
| -------------------------------------------------------------- | ------------ | ------------------------------------------------------------ |
| Dronningemagt i middelalderen                                  | 2018         | Kasper H. Andersen og Jeppe Büchert Netterstrøm m.fl.        |
| Forbrugets kulturhistorie - butik, by og forbrugere efter 1660 | 2017         | Bertel Nygaard, Kristoffer Jensen og Mikkel Thelle m.fl.     |
| Danmarks byer i middelalderen                                  | 2016         | Hans Krongaard Kristensen og Bjørn Poulsen.                  |
| Renæssancens befæstede byer (Danske Bystudier 5)               | 2011         | Hans Henrik Appel, Søren Bitsch Christensen m.fl.            |
| Danish towns during absolutism (Danske Bystudier 4)            | 2008         | Ole Degn, Michael Bregnsbo m.fl.                             |
| Den moderne by (Danske Bystudier 3)                            | 2007         | Anne-Louise Sommer, Mikkel Thelle m.fl.                      |
| Den klassiske købstad (Danske Bystudier 2)                     | 2005         | Michael Bruus, Mette Kjær Bækgaard m.fl.                     |
| Middelalderbyen (Danske Bystudier 1)                           | 2004         | Lars Bisgaard, Peter Carelli, Søren Bitsch Christensen m.fl. |

| Titel                                                      | Udgivelsesår | Forfatter(e)                                           | nr. |
| ---------------------------------------------------------- | ------------ | ------------------------------------------------------ | --- |
| Land og by på tværs                                        | 2020         | Mikkel Leth Jespersen og Mikkel Thelle m.fl.           | 13  |
| Pensionatets kulturhistorie                                | 2015         | Mette Tapdrup Mortensen                                | 12  |
| Urbanisering og bysystemer i Europa indtil ca. 1800        | 2012         | Jørgen Mikkelsen                                       | 11  |
| Industriminder i det gamle Århus                           | 2010         | Kenn Tarbensen og Kristian Buhl Thomsen                | 10  |
| Ribe bys historie (3)                                      | 2010         | Søren Bitsch Christensen m.fl. (red)                   | 9   |
| Ribe bys historie (2)                                      | 2010         | Søren Bitsch Christensen m.fl. (red)                   | 8   |
| Ribe bys historie (1)                                      | 2010         | Søren Bitsch Christensen m.fl. (red)                   | 7   |
| Hvem opfandt parcelhuskvarteret? Forstaden har en historie | 2008         | Peter Dragsbo                                          | 6   |
| Byerne og den byhistoriske kartografi                      | 2008         | Peter Skriver, Peter Korsgaard m.fl.                   | 5   |
| Århus i verden                                             | 2006         | Søren Bitsch Christensen og Nina Javette Koefoed m.fl. | 4   |
| Hvordan skriver vi historie for den moderne by 1945-2000?  | 2005         | Laura Kolbe, Arne Gaardmand m.fl.                      | 3   |
| Købstadens metamorfose                                     | 2005         | Jens Toftgaard Jensen og Jeppe Norskov                 | 2   |
| Dragør i 1700-tallet                                       | 2005         | Birte Hjorth                                           | 1   |

| Titel                                                                      | Forfatter(e)                                   | nr. |
| -------------------------------------------------------------------------- | ---------------------------------------------- | --- |
| Latinerkvarteret i Aarhus                                                  | Mia Gulvad Jørgensen og Laura Luise Løkke Berg | 9   |
| Sydhavnens fortællinger - Et kulturhistorisk overblik over Aarhus' Sydhavn | Line Toft Larsen og Lea Helding Nordstrøm      | 8   |
| Det kaotiske kød - Rapport om kødkontrollens historie i Aarhus             | Rasmus Skovgaard Jakobsen                      | 7   |
| Arbejderkvarteret i Aarhus                                                 | Christina Patscheider Pedersen.                | 6   |
| The reconstruction of lost urban worlds in 3D                              | Søren Bitsch Christensen                       | 5   |
| Et hjem i byen? - Pensionatet som urbant mikrokosmos                       | Mette Tapdrup Mortensen                        | 4   |
| Kilder til Hernings historie                                               | Brian Wiborg                                   | 3   |
| Bibliografi over Herning                                                   | Brian Wiborg                                   | 2   |
| Bykonkurrence og 'byidentitet' i Danmark 1960-2000                         | Søren Bitsch Christensen                       | 1   |

Læs mere på Dansk Center for Byhistories hjemmeside. 

## Organisation

### Ledelse
Ledere af Dansk Center for Byhistorie:
- 2001-11: Søren Bitsch Christensen, historiker, ph.d.
- 2011-13: Vakant
- 2013- : Mikkel Thelle, historiker, ph.d.

### Bestyrelse
Dansk Center for Byhistories bestyrelse består af repræsentanter fra Aarhus Universitet og Den Gamle By samt fra Dansk Komité for Byhistorie, der fungerer som centrets repræsentantskab. Siden oprettelsen i 2001 har bestyrelsen haft museumsdirektør i Den Gamle By Thomas Bloch Ravn som sin formand.